# Полтавка (Конотопський район)
Полта́вка — село в Україні, у Дубов'язівській селищній громаді Конотопського району Сумської області. Населення становить менше 37 осіб. Колишній орган місцевого самоврядування — Дубов'язівська селищна рада.
Засноване втікачами з Росії.

## Географія
Село Полтавка розташоване на лівому березі каналу, що з'єднує річку Куколка з річкою Ромен, вище за течією на відстані 3 км розташоване село Торговиця, нижче за течією на відстані 1 км розташоване село Курилівка, на протилежному березі — село Карабутове.
По селу тече струмок, що пересихає, із загатою.

## Історія
- Село постраждало внаслідок геноциду українського народу, проведеного окупаційним урядом СРСР 1923—1933 та 1946–1947 роках[джерело?].

## Населення
У 1924 році населення села становило 311 осіб.
Згідно всеукраїнського перепису населення 2001 року населення села становило 37 осіб.